# Lewis Toshney
Lewis Toshney (ur. 26 kwietnia 1992 w Dundee) – szkocki piłkarz grający na pozycji obrońcy w Celticu.